# 사만 고도스
사만 고도스(페르시아어: سامان قدوس, Saman Ghoddos, 1993년 9월 6일 ~ )는 이란의 축구 선수로, 현재 잉글랜드 프리미어리그의 브렌트퍼드에서 공격형 미드필더로 활약하고 있다. 과거 그는 스웨덴 국가대표로 뛴 적이 있다.